# سارة كونينغهام
سارة كونينغهام (بالإنجليزية: Sarah Cunningham)‏ هي ممثلة أمريكية، ولدت في 8 سبتمبر 1918 بغرينفيل في الولايات المتحدة، وتوفيت في 24 مارس 1986 بلوس أنجلوس في الولايات المتحدة بسبب نوبة قلبية.

## أعمال

### مسلسلات
- عالم آخر

## وصلات خارجية
- سارة كونينغهام على موقع IMDb (الإنجليزية)
- سارة كونينغهام على موقع أول موفي (الإنجليزية)
- سارة كونينغهام على موقع قاعدة بيانات برودواي على الإنترنت (الإنجليزية)
- سارة كونينغهام على موقع قاعدة بيانات الفيلم (الإنجليزية)